# Gyűrűscsőrű sirály
A gyűrűscsőrű sirály (Larus delawarensis) a madarak (Aves) osztályába a lilealakúak (Charadriiformes) rendjébe, ezen belül a sirályfélék (Laridae) családjába tartozó faj.

## Előfordulása
Észak-Amerika északi részén költ, telelni délebbre költözik, eljut Közép-Amerikába, a Bahama-szigetekre és az Antillákra is.

## Megjelenése
Testhossza 43–47 centiméter, szárnyfesztávolsága 120–150 centiméter, testtömege pedig 360–400 gramm. Csőrén jellegzetes fekete gyűrű található. A felnőtt példány szárnyai szürkék, farka fekete, a tollazata többi része fehér. A fiatalok barna színűek. 
|  |  |

## Életmódja
Rovarokkal és gerinctelenekkel táplálkozik, de a döghúst is megeszi.
|  |  |

## Szaporodása
Évente egyszer növényi anyagokból a talajra készített kezdetleges fészkét. Fészekalja 2-4 tojásból áll, melyen 24-28 napig kotlik. A fiókák fél fészekhagyók.

## A Kárpát-medencei előfordulása
Magyarországon alkalmi vendég, rendkívül ritka kóborló.